# Le Cochon Danseur
Le Cochon Danseur er en fransk stumfilm fra 1907.